# بسمة بنت سعود بن عبد العزيز آل سعود
بسمة بنت سعود بن عبد العزيز آل سعود (1 مارس 1964 -)، هي كاتبة وناشطة إعلامية سعودية في مجال حقوق الإنسان ولها رؤية خاصة بالشأن العربي وتفاعلاته مع الشأن الدولي من النواحي السياسية والاجتماعية  والدينية، ركزت جل وقتها وطاقاتها لتسليط الضوء على الأمور الاجتماعية وخلق فهم للتحديات الاجتماعية في المملكة العربية السعودية وسائر أنحاء اللبلاد العربية والعالم. الأميرة بسمة داعمة لعمل إصلاحات دستورية وللقضايا الإنسانية سواء في المملكة أو في جميع أنحاء المنطقة، وقد عبرت عن ذلك من خلال وسائل الإعلام العالمية المختلفة.
احتُجزت الأميرة بسمة وابنتها سهود لدى محاولتهما مغادرة المملكة إلى سويسرا في مارس العام 2019، مشيرة إلى أن الأميرة بسمة شددت حينئذ على أنها في حاجة ماسة إلى الرعاية الصحية، لكن السلطات لم تسمح لطائرتها الخاصة بالإقلاع. في يناير 2022، أفرجت الحكومة السعودية عن الأميرة بسمة وابنتها سهود الشريف بعد ثلاث سنوات من سجنهما دون توجيه اتهامات لهما، ووصلتا إلى منزلهما في جدة يوم الخميس 6 يناير 2022.

## نشأتها
وُلدت بسمة في الرياض، وهي المولود رقم 115 للملك سعود بن عبد العزيز آل سعود ووالدتها هي الأميرة جميلة مرعي والتي ترجع أصولها إلى منطقة اللاذقية بسوريا. هي الأخت الصغرى لسبعة أشقاء يُعرفون بآل خالد نسبة للأخ الأكبر الأمير خالد بن سعود بن عبد العزيز آل سعود رئيس الحرس الوطني سابقا.
تلقت تعليمها الابتدائي والمتوسط في لبنان وجزء من التعليم الأساسي في مدرسة الراهبات المسيحية في بيروت- لبنان، ثم انتقلت إلى بريطانيا في العام 1975م بسبب نشوب الحرب الأهلية اللبنانية. أتمت دراستها الثانوية في بريطانيا، ثم التحقت بجامعة (Richmond UK) لدراسة العلوم الاجتماعية. وتوقفت عن الدراسة ببريطانيا، ثم انتقلت إلى سويسرا ودخلت الجامعة الأمريكية في لوزان وأكملت السنة الثانية في العلوم الاجتماعية؛ لتعود بعد ذلك إلى جوار والدتها. وفي العام 1982 درست سنة طب عام، ثم سنة أدب إنجليزي بجامعة تشرين في سوريا، ودرست عامين علم نفس في الجامعة العربية ببيروت. تُتقن الأميرة بسمة اللغتين الإنجليزية والفرنسية، بالإضافة إلى لغتها الأم العربية.

## الأعمال
ترأس مجلس إدارة شركة البراعم المختصة في المطاعم ومقهى كريز للفنون والمطبخ التشكيلي في جراند بارك حياة جدة وأنشئت شركة أنسيد القابضة كمظلة تحتضن كل أعمالها المالية والإنسانية معاً وهي رئيسة مجلس إدارة شركة أنفيرو للحلول البيئية ورئيسة مجلس إدارة مركز صدى الحياة، وأيضا أنشأت مركز بسمة الشامل للتدريب على أمن المرأة، أيضا تعمل الأميرة بسمة في مجالات تقديم الاستشارات وتقديم الأبحاث والأوراق النقدية والعلمية في المؤتمرات وورش العمل الدولية مثل الأمم المتحدة والبنك الدولي ومنظمات حقوق الإنسان الدولية والمحلية، ذات العلاقة بالشؤون السياسية والاقتصادية والإنسانية والإعلامية.
وإعلامياً بدأت الكتابة الصحفية بعد عودتها من رحلة إلى أمريكا سجلت فيها مشاهدتها ورأيها في المجتمع الأمريكي، حيث تنقل في عمودها الأسبوعي «الرأي الأخر» بجريدة المدينة نبض ومعاناة المواطنين إلى المسئولين.
تتداول العديد من المواقع والصحف الإلكترونية مقالها الأسبوعي مثل جريدة ضوء وسبق وغيرها، حيث تحظى أرائها بأعلى نسبة قراءة وتعليقات بين القراء سواء بجريدة المدينة أو المواقع الإلكترونية.

## آراء
رأت بسمة أن هناك العديد من التغيرات التي تود أن تراها في بلادها، ومن بينها أن يسمح للمرأة بقيادة السيارة ولكن ليس في الوقت الراهن لأن الوقت غير مناسب، لأنه في ظل هذه الظروف، فقد تتعرض للتوقيف، والتحرش، أو الضرب، أو ما هو أسوأ من ذلك وهذا هو السبب الذي يجعلني أرفض قيادة المرأة حتى نتعلم بشكل كافي، وحتى تكون لدينا القوانين الضرورية لحمايتنا من مثل هذا الجنون وإذا تم التحرش بنا أثناء القيادة، فسيقولون للعالم الإسلامي: هل ترون ماذا حدث عندما سمح للمرأة بالقيادة، لقد تعرضت للتحرش وتعرضت للضرب، وبعدها سيطالبون بقوانين أكثر صرامة للسيطرة على المرأة. تأمل أيضا الأميرة بسمة أن ترى دستورًا مناسبا يعامل الرجال والنساء على قدم المساواة أمام القانون.

## تغريدة الأميرة بسمة
كتبت الاميرة بسمة مجموعة من التغريدات بدأت من الخامس عشر من شهر أبريل 2020، لحث الملك سلمان ونجله على إطلاق سراحها من السجن حيث تقبع منذ أشهر. وقالت فيه:-
- أنا بسمة بنت سعود أناشدك عمّي الملك المفدى سلمان بن عبد العزيز آل سعود.. وولد عمي صاحب السمو الملكي الأمير محمد بن سلمان ولي العهد..".[8]

وأضافت التغريدة الثانية:
- أنا موجودة حاليا بسجن الحاير وحالتي الصحية متدهورة جدا وحرجه قد تؤدي إلى وفاتي، ولم أحصل على أي عناية طبية أو أي استجابة لأي طلب..".[8]

وفي تغريدة أخرى، قالت الأميرة "ولا أعلم إذا كان لديكم علم بوجودي بالسجن لغاية الآن مع ابنتي سهود الشريف.. الرجاء النظر بأمري لأطلاق سراحي وتلقي العلاج المناسب لأني بوضع حرج جدا.
كانت الاميرة بسمة قد اقتيدت من المطار في مارس 2019 حين كانت تعتزم السفر إلى سويسرا رفقة ابنتها بهدف تلقي العلاج.
كانت بسمة قادرة بعمل مكالمة أسبوعية، واحدة من بسمة والأخرى من ابنتها. وبعد وقت قصير من نشر تغريداتها منتصف أبريل، تم اختراق حسابها وحذف جميع تغريداتها. كما تم حذف موقع الأميرة بسمة الرسمي في نفس الوقت الذي تمت فيه إزالة التغريدات.
تطلب استعادة حسابها في تويتر نحو أسبوعين، ليعاد نشر مناشداتها في 27 أبريل 2020. وفي شهادة مكتوبة إلى الأمم المتحدة قالت العائلة إن سبب احتجاز الأميرة بسمة مرتبط لكونها ناقد علني للانتهاكات في بلادها، بالإضافة إلى أسئلتها حول ثروة الملك سعود التي قامت الدولة بتجميده.

## اهتمامات عامة
تميل إلى قرأه التاريخ الإسلامي والدين المقارن وتاريخ الديانات السماوية. وتهتم بشكل خاص بقضايا المرأة والطفل.وتعمل على تربية أولادها من منطلق الوعي الديني والاجتماعي والثقافي والوطني بعيداً عن التشدد أو الانحلال، بل الوسطية التقدمية. أنشئت مدونتها التي أطلقتها في سبتمبر من عام 2009.

### البابا شنودة
في أواخر 2011 زارت الأميرة بسمة بنت سعود بن عبد العزيز آل سعود البابا شنودة الثالث بابا الإسكندرية وبطريرك الكرازة المرقسية بالمقرالبابوي. حضرت بسمة لدعوته للمشاركة في الهيئة الدولية التي تنظمها لمساعدة الشعوب خاصة المرأة والطفل.

### كاشغري
في بداية العام 2012 نادت الأميرة بسمة الملك عبد الله بن عبد العزيز وولي عهده الأمير نايف بن عبد العزيز للعفو عن حمزة كاشغري عن الخطأ الذي ارتكبه عبر تويتر. وقالت أن الجميع معرض للخطأ. ونص النداء هو كما يلي:-
مليكنا أولى بأن تصدر عنه هذه المكرمة وهو السباق دائماً بأعماله الإنسانية، التي جعلت المواطنين جميعاً يفتخرون بمليكهم.
وأضافت: لذا أرجو في هذه الليلة الكريمة وهي ليلة الجمعة وفي هذا الشهر الكريم الذي ولد فيه الرسول الرحيم بأن تصدر عنه هذه المبادرة من غير أن يقال عنها بأنها تدخلات أو ضغوطات خارجية كما العادة، لذا أضم صوتي لكل الوسطيين والمعتدلين في الوطن العربي والإسلامي لنصرة الإسلام والمسلمين ممثلة في مليكنا بإصداره عفواً رحيماً من أب رحيم.
في 2014، فازت الأميرة بسمة بوسام التميز لأكثر الشخصيات تأثيرا في العالم من قائمة السلام وحقوق الإنسان، خلال التصويت الذي دشنه المجلس الدولي لحقوق الإنسان والتحكيم والدراسات السياسية والاستراتيجية.

## عملية الابتزاز
صرحت الأميرة بسمة أن هناك عصابة أرادت ابتزازها وتحويل 500 ألف دولار على حساب مصرفى في مصر. وحاول المبتزون تهديدها بمواد مرئية تظهر فيها أمام كاميرا الكمبيوتر الشخصي تدخن دون غطاء على شعرها، وتتوجه بقبلة للكاميرا. وقالت بسمة أن تلك المواد سرقت من جهازها الشخصى. غير أنها رفضت الخضوع لهذا الابتزاز، واتجهت للحديث إلى وسائل الإعلام. وقالت في تصريحات لصحيفة الصنداى تليجراف: “في المملكة العربية السعودية تعد فضيحة أن تظهر المرأة بشعرها أو تدخن.

## مسار القانون الرابع[15]
في عام 2012 أسست نظرية القانون الرابع وذلك عقب ثورات الربيع العربي وتضمن حلول للأزمات المحيطة في الشرق الأوسط من فقر وانحدار المستوى الأمني والتعليمي كما كتبت كتابا آخر حمل عنوان القانون الرابع أطروحة القرن الواحد والعشرين ووقعته في معرض الرياض الدولي للكتاب ومعرض البحرين الدولي للكتاب سنة 2016 .
من خلال مركز غورا في بريطانيا تم تسجيل وتوثيق مسار القانون الرابع في الاتحاد الاوربي عام 2014  وحصول صاحبة السمو الملكي الاميرة بسمة على اجازة لمراقبة حقوق الإنسان عالمياً وكذلك المراقبة الجيوسياسية للتحولات والتطورات العالمية، وإنشاء مراكز تدريب في شتى المجالات المتعلقة بثقافة مسار القانون الرابع عالميا (الأمنية والاقتصادية، والإدارية)، وقد لوحظ في الآونة الأخيرة قيام كثيراً من دول العالم ومنها أمريكا وبريطانيا الأخذ بالكثير من توصيات مسار القانون الرابع فيما يتعلق بمجال الأمن (الفضائي، الفكري، البيئي والأقتصادي) الذي لم تقم المراكز البحثية الدولية الخاصة بتلك الدول بمناقشته تحت ذريعة تعارضه مع حقوق الإنسان. 
ومن تلك التوصيات قرار الرئيس الأمريكي  أوباما في منتصف عام 2014 بتطبق قانون مراقبة مواقع التواصل الاجتماعي ووضع قوانين خاصة بها، وقد رفضت هذه الفكرة عندما طرحتها سمو الأميرة بسمة في مركز البحوث التابع لجامعة يل في نيويورك عام 2011 وكان بين الحضور رؤساء مجلس إدارة شركات كل من قوقل وياهو ومايكروسوفت الالكترونية. 
كما تم اقتباس الكثير من فقرات مسار القانون الرابع  التي تختص بحقوق الإنسان في بريطانيا عام 2012 بعد محاضرة سمو الأميرة المشهورة في جامعة كامبريدج، وقد لوحظ خلال شهر يولو 2015 قيام الحكومة البريطانية بفرض كل التوصيات التي قدمتها سمو الأميرة بسمة في مسار القانون الرابع خلال تواجدها في بريطانيا (2011/2014).

## الحياة الاجتماعية
تزوجت من خارج العائلة المالكة من المدينة المنورة في العام 1988 من شجاع بن نامي بن شاهين الشريف وتطلقت في العام 2007 وأنجبت خمس أولاد.